# Glavno mesto
Glávno mésto, polítično glávno mésto države  ali druge politične enote (napačno prestólnica)  je mesto, v katerem je sedež vlade.
Država ima lahko v določenem času več kot eno samo glavno mesto. Organi vlade so lahko razporejeni po več mestih ali pa se oblastni organi med mesti redno selijo. Ne glede na to je status glavnega mesta običajno posebej določen z zakoni ali zapisan v ustavo. Glavno mesto Republike Slovenije je Ljubljana, kot določa 10. člen Ustave Republike Slovenije.
V novinarstvu je glavno mesto države pogosto uporabljeno kot poosebitev vlade te države v mednarodnih odnosih.